# Facundo Ferreyra
Facundo Ferreyra (* 14. März 1991 in Lomas de Zamora) ist ein argentinischer Fußballspieler, der aktuell für Celta Vigo spielt.

## Karriere

### Verein
Ferreyra begann seine Karriere in Argentinien und war dort für verschiedene Vereine tätig. 2013 wechselte er in die Ukraine zu Schachtar Donezk. 2014 wurde Ferreyra für ein Jahr an Newcastle United ausgeliehen. Im Juli 2018 wechselte er ablösefrei zu Benfica Lissabon in die portugiesische Hauptstadt. Am letzten Tag der Wintertransferperiode 2019 wurde Ferreyra bis Sommer 2020 an Espanyol Barcelona verliehen. Dort debütierte er am 3. Februar 2019 gegen den FC Villarreal. Ein halbes Jahr nach Leihende wechselte er zu Celta Vigo, die ihn nach fünf Monaten zum Saisonende 2020/21 in die Vereinslosigkeit entließen.
Seit Jahresanfang 2022 ist Ferreyra beim mexikanischen Erstligisten Club Tijuana unter Vertrag.

### Nationalmannschaft
Ferreyra war Teil der argentinischen U-20-Auswahl für die U-20-Fußball-Weltmeisterschaft 2011 in Kolumbien.

## Erfolge
Schachtar Donezk
- Ukrainischer Meister: 2013/14, 2016/17, 2017/18
- Ukrainischer Pokalsieger: 2015/16, 2016/17, 2017/18
- Ukrainischer Superpokalsieger: 2017/18
- Torschützenkönig: 2017/18